# TWRP
Team Win Recovery Project (TWRP), pronunciado como "t-w-r-p" (letras individuais), é uma imagem de recuperação personalizada de código aberto para dispositivos baseados em Android.  Oferece uma interface sensível ao toque que permite aos usuários instalar firmware de terceiros e realizar backup do sistema atual, funções geralmente não suportadas por imagens de recuperação padrão. Frequentemente instalado durante atualizações, novas instalações ou procedimentos de root em dispositivos Android, embora o TWRP não requer que o dispositivo seja enraizado antes da instalação.

## Funções
Desde fevereiro de 2016, a convenção adotada pelo Team Win Recovery Project (TWRP) é que os três primeiros dígitos do número da versão indicam a versão principal do software, enquanto o quarto dígito, separado por um travessão, especifica uma atualização destinada a um dispositivo específico. Essa atualização pode englobar melhorias de desempenho, correções de bugs, hotfixes ou simplesmente uma atualização direcionada para um dispositivo específico.
O método principal de instalação ("flashing") desta recuperação personalizada em um dispositivo Android envolve o download de uma versão específica para o dispositivo e, em seguida, o uso de uma ferramenta como Fastboot ou Odin para aplicá-la. Algumas ROMs personalizadas já incluem o TWRP como imagem de recuperação padrão, simplificando o processo para os usuários que optam por essas ROMs.
O TWRP oferece aos usuários a possibilidade de realizar um backup completo do seu dispositivo, abrangendo desde o bootloader até os dados do sistema e aplicativos privados, permitindo que restaurem o dispositivo a qualquer momento. Além disso, conta com um gerenciador de arquivos integrado, que possibilita a exclusão de arquivos problemáticos ou a adição de arquivos para solucionar problemas específicos no dispositivo. Essas funcionalidades são essenciais para usuários que buscam manter o controle total sobre seus dispositivos e resolver problemas de forma eficiente.
Desde 2019, o TWRP oferece suporte para a instalação de ROMs personalizadas (tais como LineageOS ou a versão mais recente do Android), kernels, add-ons (Google Apps, Magisk, temas, etc.), e uma variedade de outros mods.
O TWRP também oferece suporte para limpeza, backup, restauração e montagem de várias partições de dispositivos, incluindo sistema, inicialização, dados do usuário, cache e partições de armazenamento interno. Além disso, suporta transferência de arquivos via MTP e inclui um gerenciador de arquivos básico e um emulador de terminal. Sua capacidade de personalização permite que os usuários apliquem temas e personalizem a interface de acordo com suas preferências.
Em janeiro de 2017, a equipe TWRP lançou um aplicativo Android que permite a atualização da recuperação usando acesso root. Ao contrário do próprio recovery, este aplicativo não é de código aberto, embora seja gratuito. Ele é incluído nas imagens TWRP oficiais para dispositivos com e sem root, sendo instalado na partição do sistema. Por padrão, ele é um aplicativo de nível de sistema, o que significa que não pode ser desinstalado do Android sem acesso root. No entanto, atualmente, o TWRP oferece aos usuários a liberdade de escolha de instalar ou não o aplicativo.